# Argument hyperbolického sekans

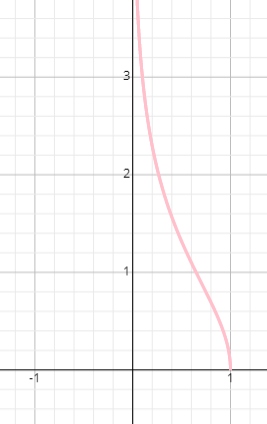
Graf funkce argument hyperbolického sekans

Argument hyperbolického sekans je hyperbolometrická funkce. Značí se {\displaystyle \operatorname {arsech} x}.

## Definice
Argument hyperbolického sekans je definován jako funkce inverzní k hyperbolickému sekans definovanému na množině kladných reálných čísel. Platí {\displaystyle \operatorname {arsech} x=\ln \left({\frac {1}{x}}+{\sqrt {{\frac {1}{x^{2}}}-1}}\right)=\ln \left({\frac {1+{\sqrt {1-x^{2}}}}{x}}\right)}.

## Vlastnosti
- Definiční obor funkce

{\displaystyle (0,1\rangle }
- Obor hodnot funkce

{\displaystyle \langle 0,\infty )}
- Argument hyperbolického sekans není sudá ani lichá funkce.

- Inverzní funkcí k argumentu hyperbolického sekans je {\displaystyle \operatorname {sech} (x)}.

- Derivace:

{\displaystyle {\frac {d}{dx}}\operatorname {arsech} \,x={\frac {-1}{x{\sqrt {1-x^{2}}}}}}
- Neurčitý integrál:

{\displaystyle \int \operatorname {arsech} \,x\mathrm {d} x=x\operatorname {arsech} \,x+2\arcsin {\sqrt {\frac {x+1}{2}}}+C}, kde {\displaystyle C} je integrační konstanta.
- Omezená zdola, klesající funkce
- Neperiodická funkce

{\displaystyle \lim _{x\to 0^{+}}\operatorname {arsech} \,x=\infty }